# این دست کجه
این دست کجه فیلمی به کارگردانی مهدی رئیس فیروز و نویسندگی احمد نجیب‌زاده محصول سال ۱۳۵۳ است.

## خلاصه داستان
رضا (رضا بیک ایمانوردی) و گل آقا (سیدعلی میری) از کودکی با هم دوست هستند. گل آقا پلیس است و رضا معروف به رضا کج‌دست دزدی سابقه‌دار است و با زری (شورانگیز طباطبایی) و حسنی برادر کوچکش در یک خانه زندگی می‌کنند. رضا بعد از یک دزدی به دست گل آقا دستگیر می‌شود و در زندان با علی (منوچهر وثوق) آشنا می‌شود.

## بازیگران
- رضا بیک‌ایمانوردی
- منوچهر وثوق
- شورانگیز طباطبایی
- علی میری
- شهرام ثمینی‌پور
- رضا رخشانی
- علی‌اکبر طوفان‌پناه
- پرورش
- میرزاده
- نریمان شیری‌فرد
- ذبیح‌الله ذبیح‌پور
- رضا حاجیان
- وحید
- صغیری
- شاکری
- ایوب
- کرسن
- رؤیا
- لیدا
- رامین نصیری
- محسن جعفری